# Mohamed Abdelaziz (taekwondo)
Mohamed Abdelaziz es un deportista catarí que compite en taekwondo. Ganó una medalla de bronce en el Campeonato Asiático de Taekwondo de 2016, en la categoría de –58 kg.

## Palmarés internacional
| Campeonato Asiático | Campeonato Asiático | Campeonato Asiático | Campeonato Asiático |
| Año                 | Lugar               | Medalla             | Categoría           |
| ------------------- | ------------------- | ------------------- | ------------------- |
| 2016                | Pásay (Filipinas)   | Medalla de bronce   | –58 kg              |